# Antonio Bertali
Antonio Bertali (patrně březen 1605, Verona – 17. dubna 1669, Vídeň) byl italský hudební skladatel a houslista.

## Život
Narodil se ve Veroně a základní hudební vzdělání získal u Stefana Bernardiho. Kolem roku 1624 vstoupil do služeb vídeňského dvora jako instrumentalista („valoroso nel violino“) a brzy mu byla svěřena produkce hudby k výjimečným příležitostem. Roku 1649 se stal dvorním kapelníkem a v této funkci vytvořil velké množství duchovní hudby i brilantní instrumentální sonáty; a zasloužil se o rozvoj vídeňské operní scény. Pracoval rovněž pro biskupský dvůr v Kroměříži. V tamějším hudebním archivu je dochováno velké množství jeho zejména instrumentálních skladeb. Antonio Bertali byl znám napříč Evropou zejména jako skladatel baletů a oper. Teoretik a skladatel Christoph Bernhard jej zmiňuje jako příklad divadelního stylu (stylus luxurians).

## Dílo (výběr)
Bertaliho skladby jsou komponovány ve stylu ostatních severoitalských skladatelů té doby. Byl velmi plodný skladatel. Komponoval opery, oratoria, velké množství liturgických skladeb a komorních děl. Zejména jeho opery jsou z důležité z hlediska konsolidace italské opery seria ve Vídni. Přibližně polovina z jeho děl je ztracena. Většina jeho dochovaných skladeb pochází z opisů jeho současníků, zejména z pozůstalosti Pavla Josefa Vejvanovského. Některé skladby jsou uloženy ve vídeňské Hofbibliothek, v knihovně benediktínského kláštera Kremsmünster v Rakousku a v Kroměříži. Nejdůležitějším zdrojem informací o Bertaliho díle je, vídeňský katalog Distinta Specificatione, který uvádí tituly a notové záznamy více než 2000 skladeb.

### Vokální skladby
- Donna real (1631, komponováno pro svatební hostinu budoucího císaře Ferdinanda III. Habsburského se španělskou infantkou Marií Annou)
- Le strage de gl'innocenti (Vražda neviňátek)
- Missa Ratisbonensis (1636)
- Missa Resurrectionis pro sbor, 2 trubky, 2 lesní rohy, 5 trombonů, smyčce a basso continuo
- Missa semiminima pro sbor, 4 trombony, smyčce a basso continuo
- Lamento della regina d'Inghilterra
- Requiem pro Ferdinanda II. (1637)
- 32 mší
- 8 requiem
- 75 motet
- 78 žalmů
- Více než 50 Introitus
- Řada dalších světských i duchovních kantát

### Opery
- L'inganno d'amore; 1653 Řezno
- Theti favola dramatica; 13. červen1656 Vídeň
- Il re Gilidoro favola; 19. únor 1659 Vídeň
- La magia delusa; 4. červen 1660
- Gli amori d'Apollo con Clizia; 1. březen 1661 Vídeň
- Il Ciro crescente 3 Intermezzi zu Il pastor fido; 14. červen 1661 zámecký park Laxenburg
- La Zenobia di Radamisto; 18. listopad 1662
- L'Alcindo; 20. duben 1665 Vídeň
- La contesa dell'aria e dell'acqua festa a cavallo; 24. leden 1667 Vídeň

### Instrumentální skladby
- Sonata Leopoldus I.
- Tausend Gülden Sonate
- Ciaconna in C-Dur pro housle a basso continuo
- Mnoho dalších sonát, sonatin a suit

### Spisy o hudbě
- Instructio musicalis (archiv kláštera v Kremsmunsteru)
- Sequutur regulae compositionis (Vídeň, Nationalbibliothek)